# Automeris altus
Automeris altus é uma espécie de mariposa do gênero Automeris, da família Saturniidae.
Foi registrada por Conte, em 1906, na Guiana Francesa.